# Хихон
Хихо̀н (на испански: Gijón, на астурийски: Xixón) е град в област Астурия, Северна Испания, който се простира на 181,6 km2 и според преброяването от 2012 г. има население от 281 649 жители.

## История
Районът на Хихон е населен от дълбока древност. Свиделство за това са разкритите при археологически разкопки долмени, датирани към 5-ото хилядолетие пр.н.е. По-късно тук възниква римския град Гигия, важен център на Римска Астурия.
Пристанището е главен двигател за развитието на града. Първо през него е минавала част от търговията с американските колонии на Испания, а през 19 век, то става първото в страната специализирано в транспорта на въглища, което бързо води индустриализацията в града.

## Икономика
Металургията дълги години е била в основата на местната икономика, но днес тя е изместена от сектора на услугите, където доминиращи са транспортът и логистиката (представени главно с голямото пристанище на Хихон) и туризма.

## Побратимени градове
- Албакърки, САЩ
- Хавана, Куба
- Ньор, Франция
- Новоросийск, Русия
- Пуерто Валярта, Мексико
- Смара, Западна Сахара